# 清友会
清友会（せいゆうかい）は、大阪府立清水谷高等学校の卒業生らで構成される同窓会組織。1903年に発足。同校の後援などを目的とし1934年に文部省（現・文部科学省）から社団法人として認可を受け、大阪府所管を経て、2011年に社団法人を解散。現在は、2005年設立の「同窓 清友会」として活動を行っている。

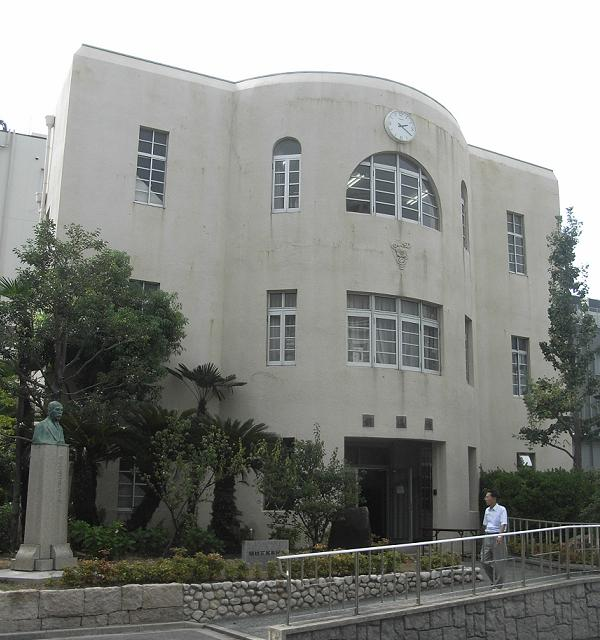
清水谷高校と「清友会」を象徴する「済美館」。左下に写っている胸像は、初代校長の大村忠二郎

## 概要
大阪府天王寺区清水谷町（清水谷高校内）に、地上3階建て鉄筋コンクリート構造の同窓会館「済美館（濟美舘）」を所有し、その中に本部を置く。「清友会」の名は、旧制高等女学校時代（大阪府立清水谷高等女学校）の初代校長、大村忠二郎が命名した（初代会長には大村が就任）。以後、母校への支援や清友学園高等女学校（現大阪府立清友高等学校）の運営、各種セミナー開催など教育関連活動を続けている。東京支部や東海支部などがある。清友幼稚園を運営する学校法人清友学園の母体でもある。

## 沿革
- 1903年 - 大阪府立清水谷高等女学校・本科第1回生が卒業。同窓会組織「清友会」が発足する
- 1907年 - 開校5周年記念として、「済美館」（木造2階建て）を建設。教育勅語の「世世美厥濟」（よよそのびをなせ）に由来し、首相西園寺公望が揮毫した。
- 1911年 - 10周年記念として、校庭に植物園を、校舎に婦人博物室を設置
- 1916年 - 15周年記念として、私立大阪高等技芸女学校を設立
- 1920年 - 時間をテーマにした「時博覧会」を開催（大阪毎日新聞社が後援）
- 1923年 - 関東大震災に義援金を寄付
- 1925年 - 済美館を、3階建て鉄筋コンクリート構造に改築。設計は大阪府庁営繕課の西田勇（後に北野中学校校舎なども設計）。建設費用は、清友会が宝塚少女歌劇団公演を大阪市中央公会堂で開催して捻出した。館内に「裁縫部」（家政部）を開設し、和洋裁などを教授
- 1929年 - 大村忠二郎校長の胸像を建立。昭和天皇即位記念として、中河内郡恵我村（現：松原市）[要出典]に清水谷高等女学校の農園・郊外学園（後の清友学園）を開設
- 1934年 - 文部省から「社団法人清友会」として認可される
- 1938年 - 校外学園が、恵我村から中河内郡八尾町山本（現：八尾市山本町）に移転、開園式
- 1941年 - 校外学園が、山本から中河内郡曙川村（現：八尾市柏村町）に移転。創立40周年記念・紀元二千六百年記念として、清友学園高等女学校（現・清友高校）を開設（当初、布施市に仮校舎を置いた）
- 1944年 - 済美館が、大阪府臨時教員養成所（大阪帝国大学）の教室として使用される
- 1948年 - 学制改革に伴い、清水谷高等女学校から男女共学制の「大阪府立清水谷高等学校」（普通科）となる
- 1950年 - 済美館が、清水谷高校の図書館として転用される（1995年まで）
- 1951年 - 教育事業活動として、清友会「社交ダンス講習会」をスタート（1969年まで）
- 1958年 - 清水谷高校に競泳用プール建設。建設費を寄贈
- 1961年 - 60周年記念の祝賀会を開催。記念事業として、清水谷高校に鉄筋3階建て記念館（クラブ部室）を建設、費用を寄贈
- 1966年 - 教育事業活動として、「教養講座」（公開セミナー）をスタート
- 1971年 - 70周年記念の祝賀会を開催
- 1973年 - 教育事業活動として、「文化講座」をスタート
- 1981年 - 80周年記念の祝賀会を開催。記念事業として済美館を改修
- 1990年 - 清水谷高校の校舎改築を前に、大正期校舎のサヨナラパーティーを開催
- 1991年 - 90周年記念の祝賀会を開催
- 1994年 - 新築された清水谷高校校舎に緞帳を寄贈（体育館）
- 1994年 - 校舎新築落成祝賀会を開催。阪神・淡路大震災に義援金を寄付
- 1998年 - 100周年にあわせ記念事業。記念誌発刊の支援や歴史資料室の設置、同窓会ホームページを開設など
- 1998年 - 100周年プレ祝賀会。清水谷高校に空調設備を寄贈
- 2001年 - 100周年の記念祝賀会を主催
- 2005年 - 「同窓 清友会」を設立
- 2011年 - 110周年、社団法人清友会解散

## 歴代会長(理事長)
| 代   | 氏名       | 任期     | 備考                               |
| ---- | ---------- | -------- | ---------------------------------- |
| 初代 | 大村忠二郎 | 1903年 - | 清水谷高等女学校初代校長           |
| 2代  | 藤沢茂登一 | 1921年 - | 2代目校長                          |
| 3代  | 生田鹿之丞 | 1935年 - | 3代目校長                          |
| 4代  | 高柳清     | 1942年 - | 4代目校長                          |
| 5代  | 西由巳     | 1948年 - | 5代目校長                          |
| 6代  | 山林ヨネ   | 1950年 - | 高女時代の卒業生（以後、歴代を略） |